# Джо Пери (музикант)
Вижте пояснителната страница за други личности с името Джо Пери.
Ѐнтъни Джо̀узеф (Джо̀) Пѐри е американски музикант, главният китарист, подкрепящ (бек) и понякога главен вокалист, както и един от авторите на стиховете на рок групата „Аеросмит“. Класиран е на 84-то място в класацията на сп. „Ролинг Стоун“ „Стоте най-добри китаристи на всички времена“. Въведен е в Залата на славата на рокендрола през 2001 година като част от „Аеросмит“.

## Произход
Пери е роден в Лорънс, Масачузетс, и израства в малкото градче Хоупдейл, пак в Масачузетс. Там баща му работи като счетоводител, а майка му е учителка по физкултура, преди да стане инструктор по аеробика. Тя по-късно се оттегля в Аризона, след като бащата на Пери умира през 1975 година. По бащина линия Джо произхожда от португалски род, коренящ се в Мадейра. Дядо му променя фамилното име от Перейра на Пери, когато пристига в Съединените щати. По майчина линия е италианец, в частност неаполитанец.
Пери учи в подготвителното училище „Върмонт Академи“, което се намира в Сакстън Ривър, Върмонт, и в което се обучават около 232 ученика.

## Творчески път

### Сформиране и първи успехи с „Аеросмит“
Като младеж сформира група с Том Хамилтън, наречена „Дъ Джем Бенд“. Стивън Тайлър, Брад Уитфорд и Джоуи Крамър в крайна сметка също се присъединяват и групата става известна като „Аеросмит“. Отначало е лошо приета, тъй като е смятана за имитация на „Ролинг Стоунс“, но в средата на 70-те набира сила с поредица от хитове. Успехът им се дължи главно на Toys in the Attic (1975) и Rocks (1976), до голяма степен благодарение на преобладаващото албумно ориентирано и свободно по форма FM радио. Групата също така има хитови сингли като Dream On, Same Old Song and Dance, Sweet Emotion, Walk This Way, Back in the Saddle и Last Child.
По това време Пери и вокалистът Стивън Тайлър стават известни като „Токсичните близнаци“, поради скандалните им тежки купони и употребата на наркотици. Почитателите на групата стават известни като Синята армия, наречени така в чест на безбройните тийнейджъри в публиката, които са облечени в сини дънкени якета и сини дънки.
След Rocks групата започва да запада – употребата на наркотици ескалира, а творческият процес е пред изпитание поради влошени взаимоотношения вътре в групата. Тези проблеми стават очевидни по време на звукозаписния процес за следващия албум, който е записан в изоставен манастир в Горен Ню Йорк. По това време Тайлър и Пери прекарват голяма част от времето си в своите стаи, напушват се, стоят настрани от групата и често записват своите партии отделно. Измъчвана от прекомерната употреба на наркотици и хобита като шофиране на бързи коли по близките магистрали и стрелба с огнестрелни оръжия в таванските помещения, групата има трудности с измислянето на нов материал. Въпреки това Draw the Line, излязъл през 1977 година, става хит и добива двоен платинен статут. Той обаче не е толкова успешен, колкото предшествениците си, а синглите Draw the Line и Kings and Queens влизат в класацията „Хот 100“, но не успяват да направят същото с „Топ 40“. В албума Пери изпълнява главните вокали на песента Bright Light Fright. Групата е на турне през 1977 и 1978, за да подкрепи албума си, но концертите са помрачени от нарастващото насилие сред публиката (хвърлени бутилки и пиратки на сцената, включително няколко забележителни инцидента в „Спектрум“ във Филаделфия). През 1978 г. „Аеросмит“ издава концертната сбирка Live! Bootleg, самостоятелния сингъл Chip Away the Stone и участва във филма Sgt. Pepper's Lonely Hearts Club Band под името The Future Villain Band. За този филм групата записва кавър на Come Together на „Бийтълс“, което се превръща в последния хит от „Топ 40“ за близо десетилетие.

### Залезът на „Аеросмит“ и сформирането на „Джо Пери Проджект“ (1979 – 1984)
През 1979 година „Аеросмит“ са хедлайнери, подгрявани от „Ван Хален“, Тед Нюджънт, „Ей Си/Ди Си“ и „Форинър“, на световни музикални фестивали. След кавга зад сцената съпругата на Джо Пери хвърля чаша мляко по съпругата на Том Хамилтън. След разгорещен спор между Тайлър и Пери, Пери напуска „Аеросмит“ по време на записването на албума Night in the Ruts, като остатъкът от партиите му са поверени на временни китаристи. Пери взима сбирка от незаписан материал със себе си, който става основата за албума му „Let the Music Do the Talking“, издаден през 1980 година. От него се продават 250 000 бройки. Подсигурен от нова звукозаписна компания („Ем Си Ей Рекърдс“) и трима нови членове – певецът Мак Бел, бас-китаристът Дани Харгроув и барабанистът Джо Пет, „Джо Пери Проджект“ издава следващата продукция – I've Got the Rock'n'Rolls Again (1981) и Once a Rocker, ALways a Rocker (1983). Тези албуми нямат успеха на първия албум на „Дъ Проджект“ и от тях се продават само по 40 000 бройки. Въпреки лошите продажби „Дъ Проджект“ излизат на финално турне в подкрепа на албума, добавяйки тогавашния екс-китарист на „Аеросмит“ Брад Уитфорд към състава. По време на това турне „Дъ Проджект“ изпълняват в поредица от съвместни изяви с „Хюи Люис Енд Дъ Нюз“.

### Събирането на „Аеросмит“ и пътят обратно към славата (1984 – 1999)
През февруари 1984 г. Пери и Уитфорд се срещат със старите си познайници от „Аеросмит“, което довежда до тяхното повторно включване в групата два месеца по-късно. „Аеросмит“ подписват нов договор с „Гефън Рекърдс“ (която компания по стечение на обстоятелствата е продадена на „Ем Си Ей“ през 1990 г.). Когато Пери се включва отново в „Аеросмит“, той докарва мениджъра си Тим Колинс, за да менажира той групата. Колинс има заслуги за направляването на „Аеросмит“ по пътя към успеха през следващото десетилетие.
През 1984 г. „Аеросмит“ започват едно много успешно турне – завръщане, т.нар. турне Back in The Saddle. Следващата година издават първия си албум след обединението си, Done with Mirrors, който е посрещнат с положителни оценки от критиката, но не се продава добре и достига само златен статут, без да създаде хитов сингъл (освен парчето за рок радиата Let the Music Do the Talking, което е римейк на соловата композиция на Пери от 1980 г.). През 1986 г. Пери и Тайлър се събират с Рън Ди Ем Си, за да направят римейк на хита Walk This Way, с който помагат за влизането на рапа в мейнстрийма и същевременно отново печелят вниманието на масовата публика. След рехабилитация от наркотиците „Аеросмит“ си сътрудничат с големи имена в писането на стихове (като Дезмънд Чайлд и Джим Валънс), в продуцирането (Брус Феърберн), в областта „Творци и репертоар“ и в режисирането на музикални клипове (Марти Колнър и Дейвид Финчър). Това им помага за връщането в релсите на популярността, като албумите Permanent Vacation (1987), Pump (1989) и Get A Grip (1993) получават мултиплатинен статут. Те са подкрепени от много хитови сингли (Dude (Looks Like a Lady), Angel, Rag Doll, Love in an Elevator, Janie's Got a Gun, What it Takes, The Other Side, Livin' on the Edge, Cryin', Amazing и Crazy), от популярни и удостоени с награди музикални клипове, и от турнета по света. Групата печели няколко награди през 90-те години, включително четири награди „Грами“ и 12 Музикални видео награди на Ем Ти Ви. Пери и Тайлър отново подновяват своето приятелство, отново пишат песни заедно и изпълняват музика близко един до друг на сцената, както и ходят на почивка заедно със семействата си след приключването на турнето Get a Grip.
Взаимоотношенията в групата се изострят отново през 1996 г., когато „Аеросмит“ е по средата на записването на следващия си албум. Процесът по писането на песните и записването им започва добре в Маями, но мениджърът на групата упражнява натиск върху членовете на групата, разпространявайки погрешна информация сред тях и изолирайки ги един от друг, което почти довежда до разпадането на състава. Макар да признават помощта на Колинс за възраждането на кариерата им, „Аеросмит“ уволняват своя мениджър през 1996 г. и си докарват нов мениджмънт. Двойно платиненият Nine Lives е издаден в крайна сметка през 1997 година. Той е подхранван от хитовите сингли Falling in Love (Is Hard on the Knees) и Pink и е подкрепен от тригодишното турне Nine Lives. По това време Пери участва в реклама за „Гап“ заедно със Стивън Тайлър. Групата също така издава автобиографичния бестселър This Way: The Autobiography of Aerosmith. През 1998 г. Пери помага за създаването на първия хит номер едно в класациите I Don't Want to Miss a Thing заедно с поп поетесата Даян Уорън. Той участва в саундтрака към филма „Армагедон“, в който участва дъщерята на Тайлър, Лив.

### Продължаващият успех на „Аеросмит“ и солови албуми
През 2001 г. „Аеросмит“ пеят на полувремето на 35-ия Супер Боул и издават платинения Just Push Play, който включва сингъла Jaded, влязъл в „Топ 10“. Скоро след излизането на албума Пери влиза в Залата на славата на рокендрола като част от „Аеросмит“. Групата излиза на продължило осем месеца турне за Just Push Play и това се повтаря всяка година от тогава с изключение на 2008 г. Албумът с кавъри на блус песни Honkin' on Bobo излиза през 2004 година. Пери издава първата си солова продукция Joe Perry през май 2005 година. Тя е записана в домашното му студио (Бо̀нярд) в предградията на Бостън, като всеки инструмент освен барабаните е изпълнен от самия Пери. Критиците се изказват благоприятно; списание „Ролинг Стоун“ го удостоява с три и половина (от общо 5) звезди, обявявайки „Солова тава на Джо Пери? Време беше!“. Той е номиниран в категорията „Най-добър инструментал“ на наградите „Грами“ (2006) за песента Mercy, но губи от Лес Пол. През 2006 г. изпълнява заедно с Стивън Тайлър трипесенна китка (Dream On, Walk This Way, I Don't Want to Miss a Thing) с Бостън Попс Оркестра, част от събитие с национално телевизионно покритие в чест на Четвърти юли в Бостън, Масачузетс.
Guitar Hero: Aerosmith е видеоигра, съдържаща песни на групата, излязла през 2008 година. През 2009 г. по време на турне с „Аеросмит“ Пери обявява, че ще издаде нов албум с „Джо Пери Проджект“, наречен Have Guitar, Will Travel. Той излиза на 6 октомври 2009 година. Първият сингъл от албума е We've Got a Long Way to Go. Така „Джо Пери Проджект“ се отчита с първия си албум от 1983 година, когато излиза Once a Rocker, Always a Rocker, и петия си солов албум. Той обикаля Европа и САЩ в края на 2009 и началото на 2010 година в подкрепа на албума. През август 2009 г. в Стърджис, Южна Дакота, по време на турнето Aerosmith, Тайлър пада от сцената. По този начин останалата част от турнето е отменена и напрежението между Тайлър и другите членове, особено Пери, отново се изостря – до степен, при която те не разговарят помежду си. В медиите излизат твърдения, че Тайлър е напуснал бандата, и че Пери и другите членове търсят негов заместник. На 10 ноември 2009 г., на един от концертите на „Джо Пери Проджект“ в Ню Йорк, Тайлър се появява изненадващо и уверява публиката, че няма да напусне „Аеросмит“; след това изпълнява Walk This Way с групата. След като Тайлър приключва с лечението си от наркотичната зависимост в началото на 2010, той се присъединява към другите членове на групата и заедно обявяват началото на световно турне, наречено Cocked, Locked, Ready to Rock, провело се през пролетта и лятото на 2010 година. Няколко инцидента по време на турнето (например Тайлър случайно удря Пери по главата с микрофонната стойка, а Пери се сблъсква с Тайлър извън сцената), както и решението на Тайлър да бъде член на журито на „Америкън Айдъл“, без това да бъде предварително оповестено на другите членове на групата, водят до ново напрежение между Тайлър и Пери, но то бива туширано до края на турнето.
„Аеросмит“ продължават лятото на 2011 г. със записването на следващия си албум, първият им от десетилетие с преобладаващо нови композиции. Както с Honkin' on Bobo, следващият им албум е продуциран от екип, включващ от Пери, Тайлър, Джак Дъглас и Марти Фредериксен. Групата обикаля Япония и Южна Америка в края на 2011 г. и продължава да записва в началото на 2012 година. През май 2012 г. излиза новият им сингъл Legendary Child и изпълняват на живо на финала на сезона на „Америкън Айдъл“. Освен това се съобщава, че новият албум на групата ще се казва Music from Another Dimension! и че ще бъде издаден през август 2012 г. По-нататък обаче, датата на излизане на албума се изтегля към ноември 2012 г. Преди това са пуснати още два сингъла (What Could Have Been Love и Lover Alot). Групата подкрепя албума с турнето Global Warming Tour, което трае от лятото до есента на 2012 г. и включва появи по програми по националните телевизии. Очаква се групата да продължи с турнетата през 2013 г. През януари 2013 г. е издаден сингълът Can't Stop Lovin' You, дует с кънтри звездата Кери Ъндърууд, а през февруари е обявено, че Пери и партньорът му в писането на песни Стивън Тайлър ще бъдат носители на Наградата за основатели на Американската асоциация на композиторите, авторите и издателите на 30-ите Годишни награди за поп музика на 17 април. Освен това, очаква се дуетът да бъде увековечен в Залата на славата на авторите на песни на церемония, която ще се проведе на 13 юни.

## Семеен живот
Пери има сключен брак с Елиса Джерит, продължил от 1975 до 1982 г., от който има син, Ейдриън. Сега Пери е женен за Били Полет Монтгомъри. Те се женят през 1985 г., след като се срещат на снимачната площадка за клипа към Black Velvet Pants през 1983 година. Били се появява на една от китарите на Пери, която е наречена „китарата Били Пери“. Имат двама синове, Тони и Роман, а Били има син Ерън от предишна връзка. Едриън и Тони Пери са основатели на рок групата „ТАБ Дъ Бенд“.
Първият внук на Пери, Остин, е син на Ерън, който също така е Главен изпълнителен директор на марката лют сос „Световното разбиване на Джо Пери“. Пери живее във фермата Слипи Холоу Фарм в Южен Помфрет, Върмонт, където отглежда фризийски коне. Той също така има къща в Дъксбери, Масачузетс.

## Благотворителна дейност
Джо Пери е почетен от Фондация „Джефри Бийн“ като Основател на рок звездите на науката 2013™ заради неговата безкомпромисна подкрепа и щедрост. Кампанията се провежда под мотото „Рок звездите не следват заповеди; те следват инстиктите си“. Пери казва: „Това е една толкова важна дейност. Не познавам човек, който да няма родител или приятел с рак. Това е чума. Не става въпрос дали ще го развиете, а кога ще стане това.“ Бащата на Пери почива от рак.
Джо Пери подкрепя мисията на Рок звездите на науката™, която отчита важността на окуражаването на следващото поколение да потърси кариера в науката, защото просто е „готино“ и за да повиши информираността за нуждата от извеждането на финансирането на научната работа в национален приоритет.

## Солова дискография
- Let the Music Do the Talking (1980)
- I've Got the Rock'n'Rolls Again (1981)
- Once a Rocker, Always a Rocker (1983)
- Joe Perry (2005)
- Joe Perry Guitar Battle (2008)
- Have Guitar, Will Travel (2009)